# Culicoides werneri
Culicoides werneri is een muggensoort uit de familie van de knutten (Ceratopogonidae). De wetenschappelijke naam van de soort is voor het eerst geldig gepubliceerd in 1971 door Wirth and Blanton.